# Shō Inagaki
Shō Inagaki (稲垣 祥?, Inagaki Shō; Nerima, 25 dicembre 1991) è un calciatore giapponese, centrocampista del Nagoya Grampus e della nazionale giapponese.

## Biografia
Ha iniziato a praticare il calcio all'età di 4 anni, ha giocato nella squadra del proprio liceo, la Teikyo High School, tra le più affermate della prefettura di Tokyo, ha giocato per due anni consecutivi all'All Japan High School Soccer Tournament, nelle edizioni 2008 e 2009 dove però Shō è stato protagonista di una prestazione modesta. Concluse le scuole superiori si è iscritto alla Nippon Sport Science University, nel periodo in cui ha militato nella squadra dell'istituto ottengono la promozione in 1° divisione.

## Caratteristiche tecniche
È un centrocampista difensivo, tuttavia nonostante la posizione arretrata che occupa Inagaki si presta anche in attacco all'occorrenza. È in grado di segnare calciando bene con entrambi i piedi oltre a saper tirare di prima intenzione, il suo stile di gioco è molto essenziale, sa inquadrare la porta per merito della precisione e della potenza con cui calcia.
Oltre a tirare bene da fuori area usa anche il colpo di testa. Inagaki è pure un valido rigorista.

## Carriera

### Club

#### Ventforet Kofu e Sanfrecce Hiroshima
Debutta nel professionismo nel 2014 presso il Ventforet Kofu, squadra della J1 League dove scende in campo per la prima volta durante il campionato il 1º marzo 2014, nei minuti finali nella sconfitta per 4-0 contro il Kashima Antlers. Segna il suo primo gol per il Ventforet Kofu nella Coppa dell'Imperatore con la rete del 2-1 battendo la squadra dell'università del Kwansei Gakuin. Invece realizza il suo primo gol nel campionato giapponese il 17 ottobre 2015, il suo gol vale la vittoria su 1-0 contro il Montedio Yamagata. Il 23 luglio 2016 segna la sua ultima rete per la squadra vincendo per 3-1 contro il Nagoya Grampus.
Dopo tre stagioni, nel corso delle quali raccoglie 81 presenze e 6 reti in campionato, è acquistato dal Sanfrecce Hiroshima, nel suo primo campionato con la squadra, nel 2017, segna solo due gol, contro l'FC Tokyo e contro il Vissel Kobe vincendo per 2-1 entrambe le partite. Nell'edizione 2019 della J1 League realizza una rete battendo per 2-0 lo Shonan Bellmare, Inagaki segna il gol del 1-0 sconfiggendo il Consadole Sapporo, inoltre è autore di una doppietta prevalendo per 6-2 contro il Vissel Kobe.

#### Nagoya Grampus
Nel 2020 inizia a giocare per il Nagoya Grampus, nel suo primo campionato con la squadra segna tre gol, il primo nella sconfitta per 3-1 contro il Kashima Antlers, il secondo nella vittoria per 3-0 battendo il Consadole Sapporo e l'ultimo permette di conquistare il successo per 1-0 ai danni del Vegalta Sendai. Nel 2021 vince la Coppa J. League, nei quarti di finale segna una rete sia nella partita di andata che in quella di ritorno battendo per 2-0 (in entrambi i match) il Kashima Antlers, con lo stesso risultato si conclude la finale vinta contro il Cerezo Osaka dove Inagaki segna realizza l'ultimo gol; sempre nello stesso anno mette a segno otto reti nel campionato, i suoi gol permettono al Nagoya Grampus di battere l'Oita Trinita, il Kashiwa Reysol, lo Yokohama FC e il Vissel Kobe sempre con il risultato di 1-0, e la sua doppietta permette di realizzare la vittoria su 2-0 contro il Consadole Sapporo. Vince l'edizione 2024 della Coppa J.League, nella finale contro l'Albirex Niigata la partita si conclude per 3-3 alla fine dei tempi supplementari, il Nagoya Grampus vince per 5-4 ai calci di rigore, Inagaki è il primo della sua squadra a segnare dagli undici metri.

### Nazionale
Ha ottenuto la sua prima convocazione nella squadra del Giappone, a marzo 2021 viene convocato da CT Hajime Moriyasu per le partite contro la Corea del Sud e la Mongolia, in sostituzione dell'infortunato Riki Harakawa.
Segnerà una doppietta nell'unico match giocato, contro la Mongolia, vinta con il risultato di 14-0 per le qualificazioni del Mondiale 2022.

## Statistiche

### Cronologia presenze e reti in nazionale
| Cronologia completa delle presenze e delle reti in nazionale ― Giappone | Cronologia completa delle presenze e delle reti in nazionale ― Giappone | Cronologia completa delle presenze e delle reti in nazionale ― Giappone | Cronologia completa delle presenze e delle reti in nazionale ― Giappone | Cronologia completa delle presenze e delle reti in nazionale ― Giappone | Cronologia completa delle presenze e delle reti in nazionale ― Giappone | Cronologia completa delle presenze e delle reti in nazionale ― Giappone | Cronologia completa delle presenze e delle reti in nazionale ― Giappone |
| Data                                                                    | Città                                                                   | In casa                                                                 | Risultato                                                               | Ospiti                                                                  | Competizione                                                            | Reti                                                                    | Note                                                                    |
| ----------------------------------------------------------------------- | ----------------------------------------------------------------------- | ----------------------------------------------------------------------- | ----------------------------------------------------------------------- | ----------------------------------------------------------------------- | ----------------------------------------------------------------------- | ----------------------------------------------------------------------- | ----------------------------------------------------------------------- |
| 30-3-2021                                                               | Chiba                                                                   | Mongolia                                                                | 0 – 14                                                                  | Giappone                                                                | Qual. Mondiali 2022                                                     | 2                                                                       | 63’                                                                     |
| 8-7-2025                                                                | Yongin                                                                  | Giappone                                                                | 6 – 1                                                                   | Hong Kong                                                               | Coppa dell'Asia orientale 2025                                          | 1                                                                       |                                                                         |
| 12-7-2025                                                               | Yongin                                                                  | Giappone                                                                | 2 – 0                                                                   | Cina                                                                    | Coppa dell'Asia orientale 2025                                          | -                                                                       | 46’                                                                     |
| 15-7-2025                                                               | Yongin                                                                  | Corea del Sud                                                           | 0 – 1                                                                   | Giappone                                                                | Coppa dell'Asia orientale 2025                                          | -                                                                       |                                                                         |
| Totale                                                                  |                                                                         | Presenze                                                                | 4                                                                       |                                                                         | Reti                                                                    | 3                                                                       |                                                                         |

## Palmarès

### Club
- Coppa J. League: 1

Nagoya Grampus: 2021, 2024

### Individuale
- Capocannoniere della Coppa J. League: 1

2021: (4 gol, a pari merito con Adaílton, Kasper Junker e Teruhito Nakagawa)
- Miglior giocatore della Coppa J. League: 1

2021
- Squadra del campionato giapponese: 1

2021